# Brahen kenttä
 (avril 2025).
Si vous disposez d'ouvrages ou d'articles de référence ou si vous connaissez des sites web de qualité traitant du thème abordé ici, merci de compléter l'article en donnant les références utiles à sa vérifiabilité et en les liant à la section « Notes et références ».

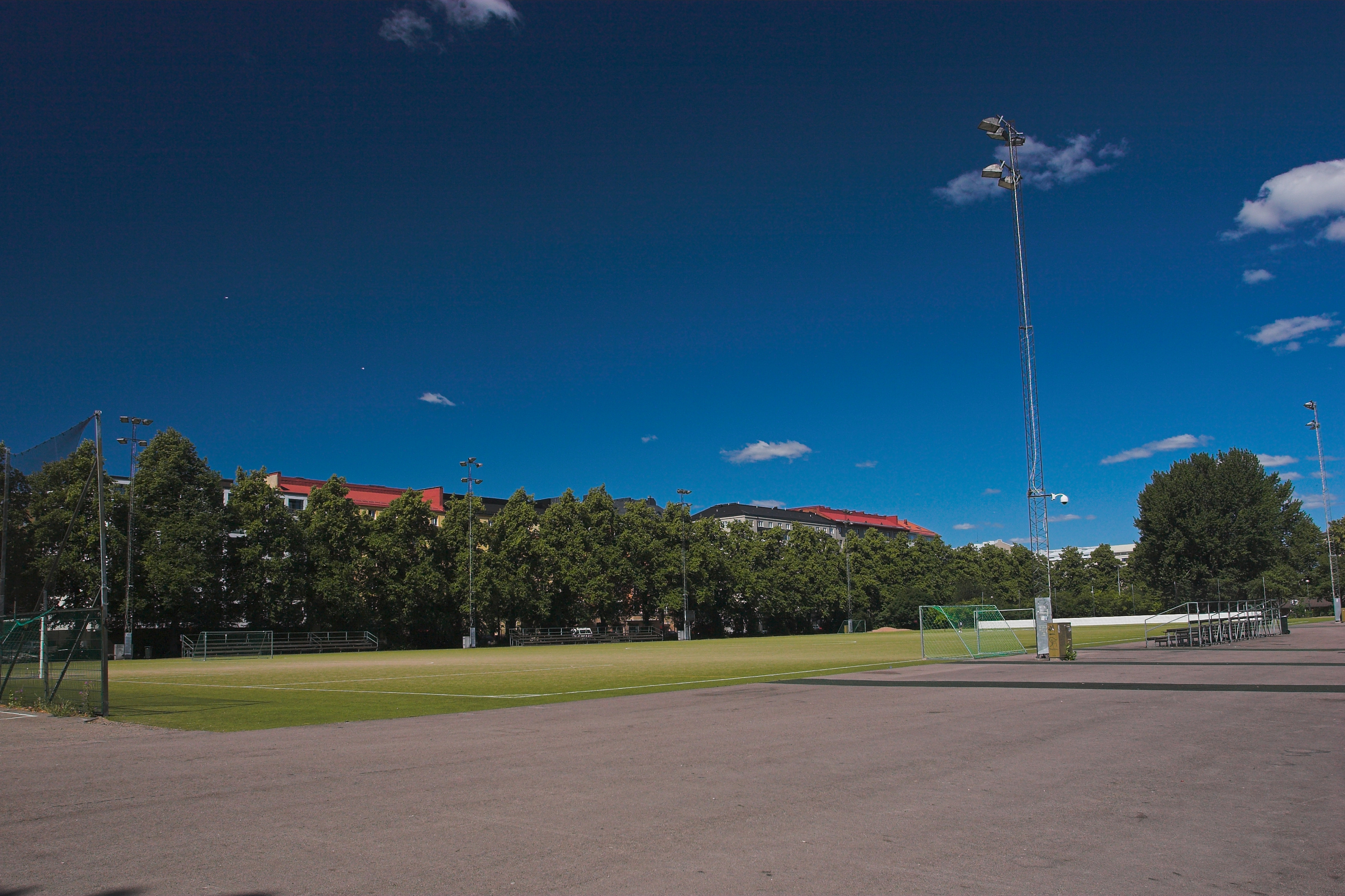
Le Brahen kenttä

Brahen kenttä (« le terrain de Brahe »), surnommé Braku en finnois et Kallio Ice Rink en anglais, est un terrain de sport en plein air situé dans le quartier de Kallio à Helsinki.
C'est un terrain gazonné en été et une patinoire en hiver. Il s'agit entre autres du terrain principal de l'équipe de bandy du club HIFK. Sur place, on peut prendre un café, louer des patins à glace et faire affûter ses patins. Comme la plupart des patinoires finlandaises, on peut jouer au bandy et au hockey sur glace pendant les séances publiques.

## Ouverture hivernale
Brahen kenttä devient une patinoire du 20 novembre au 11 mars, dates qui peuvent cependant énormément varier en fonction des conditions climatiques.